# Jim Armstrong (zapaśnik)
James Michael „Jim” Armstrong (ur. 14 lipca 1917 w Albury, zm. 8 lipca 1981 w Sydney) – australijski zapaśnik walczący w stylu wolnym i gracz rugby. Brązowy medalista olimpijski z Londynu 1948, w kategorii ponad 87 kg.
Złoty medalista igrzysk Imperium Brytyjskiego i Wspólnoty Brytyjskiej w 1950 i brązowy w 1962 roku.
Gracz South Sydney Rabbitohs w latach 1939–1947
Z zawodu był policjantem.

## Letnie Igrzyska Olimpijskie 1948
| Konkurencja       | Rundy eliminacyjne      | Rundy eliminacyjne  | Rundy eliminacyjne  | Rundy eliminacyjne | Rundy eliminacyjne       | Klas. końcowa |
| Konkurencja       | Przeciwnik I            | Przeciwnik II       | Przeciwnik III      | Przeciwnik IV      | Przeciwnik V             | Miejsce       |
| ----------------- | ----------------------- | ------------------- | ------------------- | ------------------ | ------------------------ | ------------- |
| +87 kg styl wolny | Fred Oberlander (GBR) Z | Gyula Bóbis (HUN) P | Dick Hutton (USA) Z | Sadık Esen (TUR) Z | Bertil Antonsson (SWE) P | 3.            |